# Piirissaar
Piirissaar es una isla de Estonia localizada en el lago Peipus. Se encuentra dentro del condado de Tartu.
En isla existen tres aldeas, Piiri, Saare y Tooni, que forman el municipio de Piirissaare (Piiressaare vald). Tooni es el núcleo principal de la isla. 
Piirissaar se encuentra al lado de la frontera con Rusia por lo que en ella se ha ubicado una torre de observación de la guardia fronteriza de 38 metros de altura.
Su nombre en ruso es Порка (Porka).

## Geografía
Piirissaar es la mayor isla situada en el lago Peipus con una superficie de 7.8 km². Se encuentra en la zona de unión de los lagos Peipsi y Lämmijärv (subdivisiones del lago Peipus). Y a 15 kilómetros al sureste de la desembocadura del río Ema.
La isla es llana, posee una altitud de 1 a 2 metros sobre el nivel del lago Peipus. Una parte importante de su superficie es pantanosa y otra está cubierta bajo un manto boscoso.
Los asentamientos humanos están localizados en la zona este. La isla está dividida por un canal artificial navegable.

## Historia
Durante la época de la Liga Hanseática Piirissaar fue un puerto frecuentado por barcos en busca de refugio durante las tormentas.
El primer asentamiento permanente conocido tuvo lugar tras la Gran Guerra del Norte cuando un grupo de ortodoxos vétero creyentes se estableció en la isla huyendo de las persecuciones del patriarca Nikon de Moscú tras la reforma religiosa en Rusia y además para tratar de escapar del reclutamiento del ejército. 
Durante la Segunda Guerra Mundial la Luftwaffe alemana infligió un gran daño a la isla. En febrero de 1944 las tropas soviéticas estaban posicionadas en la isla y la costa este del lago Peipus preparándose para la invasión de Estonia, la aviación nazi organizó unas 500 incursiones aéreas sobre la zona consiguiendo un repliegue ruso que dejó la isla indefensa, los habitantes que no pudieron huir fueron asesinados. 
Actualmente existe un monumento en recuerdo a los muertos de la Segunda Guerra Mundial sobre la fosa donde se encuentran las víctimas de la masacre. 

## Ecología
Desde 1991 Piirissaar es una reserva natural que en 1997 pasó junto a la reserva de la desembocadura del río Ema a formar parte de los humedales adscritos al convenio de Ramsar, que a su vez se han incluido dentro de la Red Natura 2000. 
La reserva natural abarca un área que comprende la desembocadura del río Ema y la isla de Piirissaar que posee gran riqueza de flora y fauna.
Existen grandes zonas de matorral, sauces, abedules y alisos. La diversidad de la fauna se observa sobre todo en las aves que haya en la isla un entorno propicio para la nidificación, entre otros se pueden encontrar cisnes comunes y águilas de cola blanca. Los anfibios son quizás los animales más representativos de la isla, sobre todo los anuros, el sapo verde y el sapo común.
La disminución de la presencia humana y por tanto sus actividades han contribuido a una mejora en las condiciones de desarrollo del ecosistema.

## Demografía

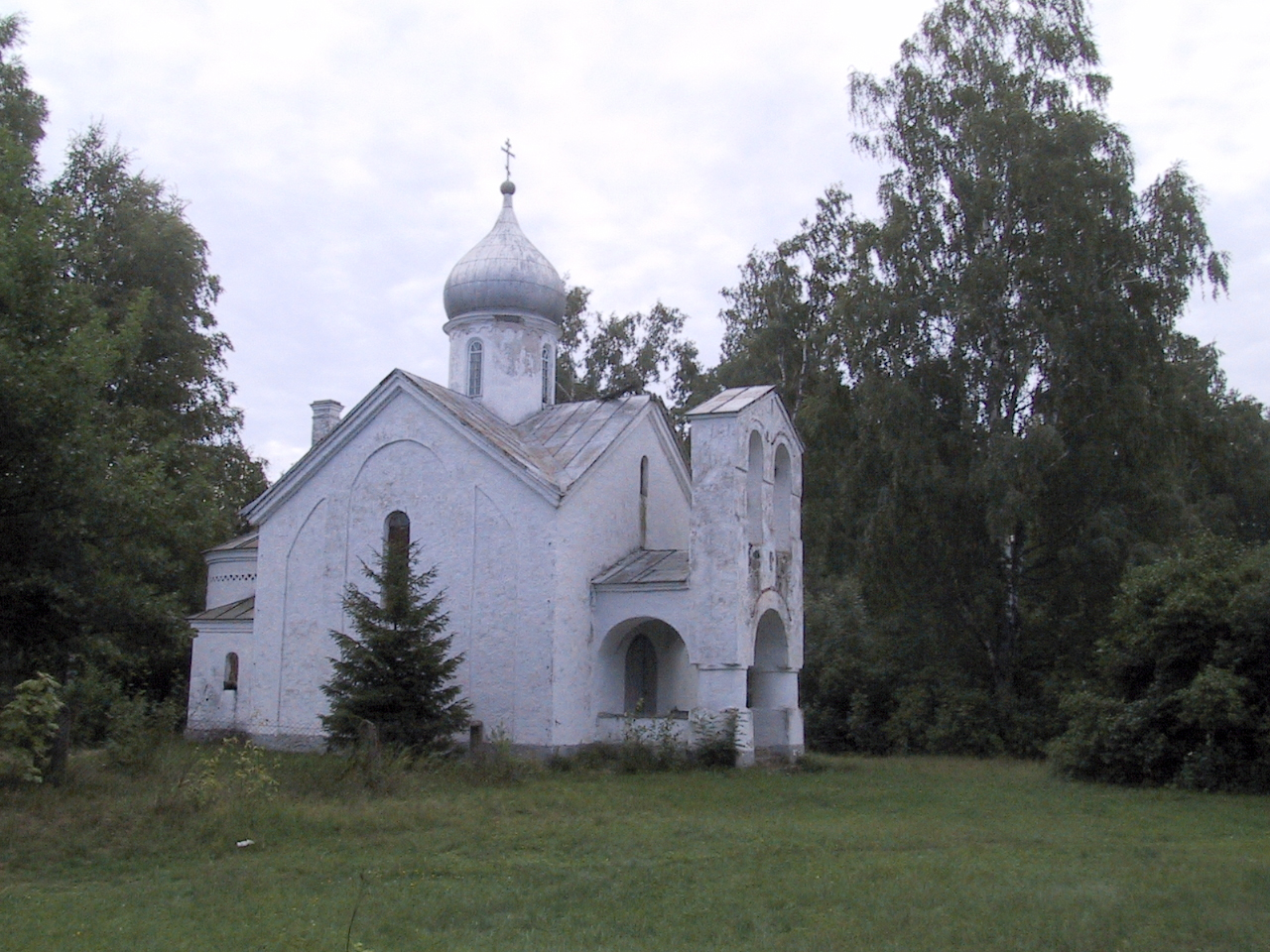
Iglesia de los vétero creyentes en Piiriküla.

La población de la isla ha descendido notablemente durante el siglo XX, de los 700 habitantes en 1920 a los 86 de 2006. La mayoría de los habitantes se dedican a la pesca y al cultivo de zanahorias, pepinos, rábanos y sobre todo cebollas.
La mayor parte de los habitantes de la isla pertenecen a la confesión ortodoxa de los vétero creyentes que conviven con una minoría luterana. En Piiri se encuentra una iglesia de la comunidad vétero creyente.

## Transportes
El puerto de Piirissaare se sitúa en el centro de la isla y está unido al lago mediante un canal de 1,2 km de longitud y 30 km de ancho.
En verano se puede llegar por ferry desde Tartu (65 km) o desde el puerto de Laaksaare (10 km).
En invierno las aguas del lago Peipus están congeladas por lo tanto se puede ir en coche.
Existe además una pista donde pueden aterrizar pequeños aviones situado en al noroeste de la isla.